# Urschenheim
Urschenheim – miejscowość i gmina we Francji, w regionie Grand Est, w departamencie Górny Ren.
Według danych na rok 1990 gminę zamieszkiwało 569 osób, a gęstość zaludnienia wynosiła 89 osób/km² (wśród 903 gmin Alzacji Urschenheim plasuje się na 427. miejscu pod względem liczby ludności, natomiast pod względem powierzchni na miejscu 410.).